# Sporting Club de Bastia 1999-2000
Questa voce raccoglie le informazioni riguardanti lo Sporting Club de Bastia nelle competizioni ufficiali della stagione 1999-2000.

## Maglie e sponsor
Lo sponsor tecnico per la stagione 1999-2000 è Reebok, mentre lo sponsor ufficiali è Nouvelle Frontières.
| Manica sinistra · Manica sinistra · Maglietta · Maglietta · Manica destra · Manica destra · Pantaloncini · Calzettoni | Manica sinistra · Manica sinistra · Maglietta · Maglietta · Manica destra · Manica destra · Pantaloncini · Calzettoni |  |